# U18-Världsmästerskapet i ishockey för herrar 2009
U18-VM i ishockey 2009 var en världsmästerskapsturnering öppen för manliga ishockeyspelare under 18 år. Turneringen är uppdelad på fyra divisioner. Topp-divisionen, med tio lag, spelade sina matcher i Fargo, North Dakota och Moorhead, Minnesota, USA, mellan 9 och 19 april, 2009. I Division I spelade tolv lag uppdelade på två grupper A och B. Vinnarna från de två grupperna flyttades upp till topp divisionen medan de två förlorarna flyttades ned i Division II. Division I Grupp A spelades i Minsk, Vitryssland medan Grupp B avgjordes i Asiago, Italien. Division II bestod också av tolv lag uppdelade på två grupper A och B. Dessa grupper avgjordes i Maribor, Slovenien och i Narva, Estland. Division III Grupp A bestod av fem lag och spelade för uppflyttning till Division II i Taipei, Taiwan. I Division III Grupp B ingick fyra lag som avgjordes med en uppflyttningsplats till Division II i botten i Erzurum, Turkiet.

## Topp-divisionen

### Inledande omgång
Turneringen avgjordes i Fargo, North Dakota och Moorhead, Minnesota, USA, mellan 9 och 19 april, 2009.

#### Grupp A
I grupp A spelade följande U18-landslag:  Sverige,  Kanada,  Tyskland,  Schweiz,  Tjeckien.
| Lag      | SM | V | VÖ | FÖ | F | GM | IM | PNG |
| -------- | -- | - | -- | -- | - | -- | -- | --- |
| Kanada   | 4  | 3 | 1  | 0  | 0 | 27 | 8  | 11  |
| Sverige  | 4  | 3 | 0  | 0  | 1 | 25 | 8  | 9   |
| Tjeckien | 4  | 1 | 0  | 1  | 2 | 12 | 17 | 4   |
| Schweiz  | 4  | 1 | 0  | 0  | 3 | 11 | 28 | 3   |
| Tyskland | 4  | 1 | 0  | 0  | 2 | 13 | 27 | 3   |

##### Matcher
| 9 april 2009 | Tjeckien | 0–7 (0−3, 0−3, 0−1) | Sverige | Moorhead Sports Center, Moorhead |

|  |  |  | | Åskådare: 136                      |                                    |
|  |  |  | Calle Järnkrok (09:19) Jacob Josefsson (12:15) Magnus Svensson Pääjärvi (19:14) Tim Erixon (21:29) Magnus Svensson Pääjärvi (31:12) Fredrik Styrman (39:11) Carl Klingberg (47:11) | Domare: Ove Luthcke , Travis Smith | Domare: Ove Luthcke , Travis Smith |

| 9 april 2009 | Tyskland | 2–11 (1 − 1 , 0 − 7 , 1 − 3) | Kanada | Urban Plains Center, Fargo |

|  |                                                |  | |                                   |                                   |
|  | Matthias Plachta (13:50) Marcel Ohmann (41:40) |  | Byron Froese (09:55) John McFarland (21:49) Byron Froese (22:37) Ethan Werek (26:59) Landon Ferraro (31:44) Ethan Werek (34:10) Cody Eakin (35:05) Byron Froese (39:07) Brett Connolly (45:27) Cody Eakin (49:43) Curtis Hamilton (49:43) | Domare: Martin Frano, Jozef Kubus | Domare: Martin Frano, Jozef Kubus |

| 10 april 2009 | Schweiz | 2–6 (0–1, 2–4, 0–1) | Tjeckien | Moorhead Sports Center, Moorhead |

|  |  |  |  | Åskådare: 623                      |
|  |  |  |  | Domare: Keith Kaval Aleksi Rantala |

| 11 april 2009 | Kanada | 8–1 (2–1, 3–0, 3–0) | Schweiz | Urban Plains Center, Fargo |

|  |  |  |  |  |  |
|  |  |  |  |  |  |

| 11 april 2009 | Sverige | 5–4 (2–1, 2–1, 1–2) | Tyskland | Moorhead Sports Center, Moorhead |

|  |  |  |  | Åskådare: 196 |  |
|  |  |  |  |               |  |

| 12 april 2009 | Tyskland | 4–3 (2−0, 1−1, 1−2) | Tjeckien | Moorhead Sports Center, Moorhead |

|  |  |  |  |  |  |
|  |  |  |  |  |  |

| 13 april 2009 | Tjeckien | 3–4 (1−0, 2−0, 0−3, 0−1) | Kanada | Urban Plains Center, Fargo |

|  |  |  |  | Åskådare: 1 307 |  |
|  |  |  |  |                 |  |

| 13 april 2009 | Sverige | 11–0 (3−0, 5−0, 3−0) | Schweiz | Moorhead Sports Center, Moorhead |

|  | |  |  | Åskådare: 151                    |                                  |
|  | Magnus Svensson Pääjärvi (05:40) Oliver Ekman Larsson (16:31) Patrick Cehlin (17:02) Magnus Svensson Pääjärvi (24:20) Tim Erixon (29:25) Jacob Josefsson (30:39) Peter Andersson (31:06) Carl Klingberg (32:15) William Wallén (50:37) Gabriel Landeskog (54:44) Oliver Ekman Larsson (58:21) |  |  | Domare: Daniel Koncz Owe Luthcke | Domare: Daniel Koncz Owe Luthcke |

| 14 april 2009 | Kanada | 4–2 (2−0,1−2,1−0) | Sverige | Urban Plains Center, Fargo |

|  |                                                                                     |  |                                              | Åskådare: 1 543                  |                                  |
|  | Byron Froese (17:13) Joey Hishon (17:49) Joey Hishon (25:00) Brett Connolly (59:44) |  | Gabriel Landeskog (32:30) Tim Erixon (31:40) | Domare: Keith Kaval Travis Smith | Domare: Keith Kaval Travis Smith |

| 14 april 2009 | Schweiz | 8–3 (1−0, 4−2, 3−1) | Tyskland | Moorhead Sports Center, Moorhead |

|  |  |  |  | Åskådare: 99                     |
|  |  |  |  | Domare: Martin Frano Milan Minar |

#### Grupp B
I grupp B spelade följande U18-landslag:  Ryssland,  USA,  Finland,  Slovakien,  Norge.
| Lag       | SM | V | VÖ | FÖ | F | GM | IM | PNG |
| --------- | -- | - | -- | -- | - | -- | -- | --- |
| Finland   | 4  | 3 | 0  | 0  | 1 | 27 | 9  | 9   |
| USA       | 4  | 3 | 0  | 0  | 1 | 29 | 9  | 9   |
| Ryssland  | 4  | 3 | 0  | 0  | 1 | 25 | 15 | 6   |
| Slovakien | 4  | 1 | 0  | 0  | 3 | 7  | 28 | 3   |
| Norge     | 4  | 0 | 0  | 0  | 4 | 4  | 31 | 0   |

##### Matcher
| 9 april 2009 | Finland | 7–4 (2−2, 4−2, 1−0) | Ryssland | Moorhead Sports Center, Moorhead |

|  |  |  |  |                                        |  |
|  |  |  |  | Domare: Darcy Burchell Daniel Stricker |  |

| 9 april 2009 | Norge | 0–8 (0−2, 0−3, 0−3) | USA | Moorhead Sports Center, Moorhead |

|  |  |  |  |                                 |  |
|  |  |  |  | Domare: Daniel Konc Milan Minar |  |

| 10 april 2009 | Slovakien | 5–2 (0−0, 3−0, 2−2) | Norge | Urban Plains Center, Fargo |

|  |  |  |  |  |  |
|  |  |  |  |  |  |

| 11 april 2009 | USA | 4–3 (2−0, 2−0, 0−3) | Finland | Urban Plains Center, Fargo |

|  |  |  |  |  |  |
|  |  |  |  |  |  |

| 11 april 2009 | Ryssland | 7–2 (1–0, 4–1, 2–1) | Slovakien | Moorhead Sports Center, Moorhead |

|  |  |  |  |  |  |
|  |  |  |  |  |  |

| 12 april 2009 | Norge | 1–8 (0−4, 0−1, 1−3) | Ryssland | Urban Plains Center, Fargo |

|  |  |  |  |  |  |
|  |  |  |  |  |  |

| 13 april 2009 | USA | 12–0 (3−0, 4−0, 5−0) | Slovakien | Urban Plains Center, Fargo |

|  |  |  |  |  |  |
|  |  |  |  |  |  |

| 13 april 2009 | Finland | 10–1 (3−0, 6−1, 1−0) | Norge | Moorhead Sports Center, Moorhead |

|  |  |  |  |  |  |
|  |  |  |  |  |  |

| 14 april 2009 | Ryssland | 6–5 (0−2, 3−1, 3−2) | USA | Urban Plains Center, Fargo |

|  |  |  |  | Åskådare: 3 584 |  |
|  |  |  |  |                 |  |

| 14 april 2009 | Slovakien | 0–7 (0−3,0−2,0−2) | Finland | Moorhead Sports Center, Moorhead |

|  |  |  |  |  |  |
|  |  |  |  |  |  |

### Slutspel

#### Nedflyttningsserie
Till nedflyttningsserien tog lagen med sig tidigare resultat.  Slovakien -  Norge= 5 - 2 och  Schweiz-  Tyskland = 8 - 3.
| 16 april 2009 | Schweiz | 7–3 (3−1, 4−1, 0−1) | Norge | Moorhead Sports Center, Moorhead |

|  |  |  |  |  |  |
|  |  |  |  |  |  |

| 17 april 2009 | Slovakien | 4–5 (0−2, 1−2, 3−0, 0−0, 0−1) | Tyskland | Moorhead Sports Center, Moorhead |

|  |  |  |  |  |  |
|  |  |  |  |  |  |

| 17 april 2009 | Slovakien | 4–5 (0−2, 1−2, 3−0, 0−0, 0−1) | Tyskland | Moorhead Sports Center, Moorhead |

|  |  |  |  |  |  |
|  |  |  |  |  |  |

| 18 april 2009 | Schweiz | 2–4 (0−0, 2−2, 0−2) | Slovakien | Moorhead Sports Center, Moorhead |

|  |  |  |  |  |  |
|  |  |  |  |  |  |

| 18 april 2009 | Tyskland | 2–5 (1−1, 0−2, 1−2) | Norge | Moorhead Sports Center, Moorhead |

|  |  |  |  |  |  |
|  |  |  |  |  |  |

| Plac. | Lag       | SM | V | VÖ | FÖ | F | GM | IM | PNG |
| ----- | --------- | -- | - | -- | -- | - | -- | -- | --- |
| 7.    | Slovakien | 3  | 2 | 0  | 1  | 0 | 13 | 9  | 7   |
| 8.    | Schweiz   | 3  | 2 | 0  | 0  | 1 | 17 | 10 | 6   |
| 9.    | Norge     | 3  | 1 | 0  | 0  | 2 | 10 | 14 | 3   |
| 10.   | Tyskland  | 3  | 0 | 1  | 0  | 2 | 10 | 17 | 2   |

### Finalomgång

#### Spelordning
|  | Kvartsfinal | Kvartsfinal | Kvartsfinal |  |  | Semifinal | Semifinal | Semifinal |  |  | Final      | Final      | Final      |
|  |             |             |             |  |  |           |           |           |  |  |            |            |            |
|  |             |             |             |  |  | WQF1      | USA       | 2         |  |  |            |            |            |
|  | B2          | USA         | 6           |  |  | A1        | Kanada    | 1         |  |  |            |            |            |
|  | A3          | Tjeckien    | 2           |  |  |           |           |           |  |  | WSF1       | USA        | 5          |
|  |             |             |             |  |  |           |           |           |  |  | WSF2       | Ryssland   | 0          |
|  |             |             |             |  |  | WQF2      | Ryssland  | 4         |  |  |            |            |            |
|  | A2          | Sverige     | 1           |  |  | B1        | Finland   | 0         |  |  | Bronsmatch | Bronsmatch | Bronsmatch |
|  | B3          | Ryssland    | 4           |  |  |           |           |           |  |  | LSF1       | Kanada     | 4          |
|  |             |             |             |  |  |           |           |           |  |  | LSF2       | Finland    | 5          |

#### Kvartsfinaler
| 16 april 2009 | USA | 6–2 (2−1, 4−0, 0−1) | Tjeckien | Urban Plains Center, Fargo |

|  |  |  |  |  |  |
|  |  |  |  |  |  |

| 16 april 2009 | Sverige | 1–4 (1−0, 0−2, 0−2) | Ryssland | Urban Plains Center, Fargo |

|  |  |  |  |  |  |
|  |  |  |  |  |  |

#### Semifinaler
| 17 april 2009 | Kanada | 1–2 (0−0, 1−0, 0−2) | USA | Urban Plains Center, Fargo |

|  |  |  |  |  |  |
|  |  |  |  |  |  |

| 17 april 2009 | Finland | 0–4 (0−0, 0−2, 0−2) | Ryssland | Urban Plains Center, Fargo |

|  |  |  |  |  |  |
|  |  |  |  |  |  |

#### Placeringsmatch, 5:e - 6:e plats
| 18 april 2009 | Sverige | 4–2 (0−1,3−0,1−1) | Tjeckien | Urban Plains Center, Fargo |

|  | |  |                                               | Åskådare: 1 672                      |                                      |
|  | Magnus Svensson Pääjärvi (26:39) Anton Lander (34:16) Gabriel Landeskog (38:39) William Wallén (59:29) |  | Adam Polasek (16:47) Andrej Nestrasil (55:22) | Domare: Travis Smith Daniel Stricker | Domare: Travis Smith Daniel Stricker |

#### Bronsmatch
| 19 april 2009 | Kanada | 4–5 (3−1, 1−1, 0−2, 0−0, 0−1) | Finland | Urban Plains Center, Fargo |

|  |  |  |  |  |  |
|  |  |  |  |  |  |

#### Final
| 19 april 2009 | USA | 5–0 (2−0, 1−0, 2−0) | Ryssland | Urban Plains Center, Fargo |

|  |  |  |  |  |  |
|  |  |  |  |  |  |

### Slutresultat
| U18-VM 2009 | U18-VM 2009 |
| ----------- | ----------- |
| Guld        | USA         |
| Silver      | Ryssland    |
| Brons       | Finland     |
| 4.          | Kanada      |
| 5.          | Sverige     |
| 6.          | Tjeckien    |
| 7.          | Slovakien   |
| 8.          | Schweiz     |
| 9.          | Norge       |
| 10.         | Tyskland    |

 Norge, som slutade nia, flyttades ned till Division I efter att föregående år tagit sig upp till toppdivisionen genom att vinna Division 1 2008 i fem raka matcher i Lettland.  Tyskland slutade tia och flyttas ned från toppdivisionen, vilken laget tillhört varje år sedan 2005.

### Turneringsutnämningar

#### All-Star team
- Målvakt:  Jack Campbell
- Backar:  Tim Erixon,  Cam Fowler
- Forwards:   Toni Rajala,  Jerry D'Amigo,  Vladimir Tarasenko

#### Bästa spelare
- Målvakt:  Igor Bobkov
- Bäste back:  Cam Fowler
- Bäste forward:  Toni Rajala

## Division I
Följande lag deltog i Division I-turneringen. Grupp A spelade i Minsk, Vitryssland, i isarenan Ice Palace, mellan 6 och 12 april, 2009. Grupp B spelades i Asiago, Italien, i arenan PalaOdegar, mellan 29 mars och 5 april 2009.

### Grupp A
| Lag       | SM | V | VÖ | FÖ | F | GM | IM | DIF | PNG |
| --------- | -- | - | -- | -- | - | -- | -- | --- | --- |
| Belarus   | 5  | 4 | 1  | 0  | 0 | 23 | 6  | 17  | 14  |
| Polen     | 5  | 2 | 5  | 0  | 1 | 25 | 13 | 12  | 10  |
| Ungern    | 5  | 3 | 0  | 1  | 1 | 19 | 18 | 1   | 10  |
| Kazakstan | 5  | 2 | 0  | 1  | 2 | 16 | 21 | -5  | 7   |
| Litauen   | 5  | 1 | 0  | 1  | 3 | 13 | 16 | -3  | 4   |
| Ukraina   | 5  | 0 | 0  | 0  | 5 | 7  | 29 | -22 | 0   |

#### Resultat
| Lag       | Belarus | Kazakstan | Litauen | Polen | Ukraina | Ungern |
| --------- | ------- | --------- | ------- | ----- | ------- | ------ |
| Belarus   |         | 6 - 1     | 3 - 0   | 4 - 1 | 5 - 0   | 5 - 4  |
| Kazakstan | 1 - 6   |           | 4 - 2   | 3 - 4 | 7 - 3   | 1 - 6  |
| Litauen   | 0 - 3   | 2 - 4     |         | 3 - 4 | 5 - 1   | 3 - 4  |
| Polen     | 1 - 4   | 4 - 3     | 4 - 3   |       | 7 - 3   | 9 - 0  |
| Ukraina   | 0 - 5   | 3 - 7     | 1 - 5   | 3 - 7 |         | 0 - 5  |
| Ungern    | 4 - 5   | 6 - 1     | 4 - 3   | 0 - 9 | 5 - 0   |        |

 Vitryssland är klart för toppdivisionen inför 2010 års U18-VM.  Ukraina flyttades ned till Division II inför U18-VM 2010.

### Grupp B
| Lag       | SM | V | VÖ | FÖ | F | GM | IM | DIF | PNG |
| --------- | -- | - | -- | -- | - | -- | -- | --- | --- |
| Lettland  | 5  | 4 | 0  | 0  | 1 | 18 | 10 | 8   | 12  |
| Danmark   | 5  | 3 | 0  | 1  | 1 | 15 | 7  | 8   | 10  |
| Österrike | 5  | 2 | 2  | 0  | 1 | 21 | 20 | 1   | 10  |
| Frankrike | 5  | 1 | 1  | 1  | 2 | 15 | 17 | -2  | 6   |
| Japan     | 5  | 0 | 2  | 1  | 2 | 13 | 16 | -3  | 5   |
| Italien   | 5  | 0 | 0  | 2  | 3 | 8  | 20 | -12 | 2   |

#### Resultat
| Lag       | Danmark | Lettland | Österrike | Italien | Japan | Frankrike |
| --------- | ------- | -------- | --------- | ------- | ----- | --------- |
| Danmark   |         | 0 - 2    | 4 - 1     | 7 - 0   | 1 - 0 | 3 - 4     |
| Lettland  | 2 - 0   |          | 3 - 4     | 5 - 3   | 5 - 2 | 3 - 1     |
| Österrike | 1 - 4   | 4 - 3    |           | 4 - 3   | 6 - 5 | 6 - 5     |
| Italien   | 0 - 7   | 3 - 5    | 3 - 4     |         | 1 - 2 | 1 - 2     |
| Japan     | 0 - 1   | 2 - 5    | 5 - 6     | 2 - 1   |       | 4 - 3     |
| Frankrike | 4 - 3   | 1 - 3    | 5 - 6     | 2 - 1   | 3 - 4 |           |

 Lettland är klart för toppdivisionen inför 2010 års U18-VM.  Italien flyttades ned till Division II inför U18-VM 2010.

## Division II
I Division II deltog följande lag att delta. Grupp A spelades i Maribor, Slovenien mellan 22 och 28 mars. Grupp B höll till i Narva, Estland och matcherna spelades mellan 16 och 22 mars 2009.

### Grupp A
| Lag       | SM | V | VÖ | FÖ | F | GM | IM | DIF | PNG |
| --------- | -- | - | -- | -- | - | -- | -- | --- | --- |
| Sydkorea  | 5  | 5 | 0  | 0  | 0 | 30 | 4  | 24  | 15  |
| Slovenien | 5  | 4 | 0  | 0  | 1 | 42 | 5  | 37  | 12  |
| Rumänien  | 5  | 3 | 0  | 0  | 2 | 23 | 20 | 3   | 9   |
| Kroatien  | 5  | 2 | 0  | 0  | 3 | 23 | 27 | -4  | 6   |
| Spanien   | 5  | 1 | 0  | 0  | 4 | 12 | 27 | -15 | 3   |
| Mexiko    | 5  | 0 | 0  | 0  | 5 | 3  | 50 | -47 | 0   |

#### Resultat
| Lag       | Slovenien | Sydkorea | Kroatien | Rumänien | Spanien | Mexiko |
| --------- | --------- | -------- | -------- | -------- | ------- | ------ |
| Slovenien |           | 2 - 4    | 14 - 1   | 6 - 0    | 8 - 0   | 12 - 0 |
| Sydkorea  | 4 - 2     |          | 5 - 1    | 8 - 0    | 3 - 1   | 10 - 0 |
| Kroatien  | 1 - 14    | 1 - 5    |          | 1 - 6    | 9 - 1   | 11 - 1 |
| Rumänien  | 0 - 6     | 0 - 8    | 6 - 1    |          | 7 - 3   | 10 - 2 |
| Spanien   | 0 - 8     | 1 - 3    | 1 - 9    | 3 - 7    |         | 7 - 0  |
| Mexiko    | 0 - 12    | 0 - 10   | 1 - 11   | 2 - 10   | 0 - 7   |        |

 Sydkorea flyttades upp till Division I inför U18-VM i ishockey 2010.  Mexiko flyttades ned till Division III inför påföljande års U18-VM.

### Grupp B
| Lag            | SM | V | VÖ | FÖ | F | GM | IM | DIF | PNG |
| -------------- | -- | - | -- | -- | - | -- | -- | --- | --- |
| Storbritannien | 5  | 5 | 0  | 0  | 0 | 46 | 11 | 35  | 15  |
| Estland        | 5  | 3 | 1  | 0  | 1 | 22 | 14 | 8   | 11  |
| Belgien        | 5  | 1 | 2  | 1  | 1 | 23 | 19 | 4   | 8   |
| Nederländerna  | 5  | 2 | 0  | 1  | 2 | 34 | 22 | 12  | 7   |
| Serbien        | 5  | 1 | 0  | 1  | 3 | 16 | 35 | -19 | 4   |
| Kina           | 5  | 0 | 0  | 0  | 5 | 9  | 49 | -40 | 0   |

#### Resultat
| Lag            | Belgien | Kina   | Estland | Storbritannien | Nederländerna | Serbien |
| -------------- | ------- | ------ | ------- | -------------- | ------------- | ------- |
| Belgien        |         | 10 - 1 | 3 - 4   | 1 - 7          | 5 - 4         | 3 - 5   |
| Kina           | 1 - 10  |        | 3 - 6   | 2 - 16         | 2 - 11        | 1 - 6   |
| Estland        | 4 - 3   | 6 - 3  |         | 1 - 5          | 5 - 0         | 6 - 3   |
| Storbritannien | 7 - 1   | 16 - 2 | 5 - 1   |                | 8 - 5         | 10 -2   |
| Nederländerna  | 4 - 5   | 11 - 2 | 0 - 5   | 5 - 8          |               | 14 - 2  |
| Serbien        | 3 - 4   | 6 - 1  | 3 - 6   | 2 - 10         | 2 - 14        |         |

 Storbritannien flyttades upp till Division I inför U18-VM i ishockey 2010.  Kina flyttades ned till division III inför påföljande års U-18 VM.

## Division III
I Division III ingick nio lag uppdelade på Grupp A, som spelades i Taipei, Taiwan mellan den 27 februari och 5 mars och Grupp B, som spelade sin turnering mellan 9 och 14 mars i Erzurum, Turkiet.
Grupp A avgjordes genom en enkelserie på fyra matcher där alla möter alla. Vinnaren flyttades upp till Division II inför U18-VM i ishockey 2010. Grupp B avgjordes först i en gruppomgång där alla möter alla. Vinnaren i gruppomgången mötte fyran i semifinalomgång medan tvåan mötte trean från gruppen. Vinnarna från semifinalomgång möttes i en direkt avgörande match om vem som flyttas upp till Division II inför U18-VM i ishockey 2010. 

### Grupp A
| Lag         | SM | V | VÖ | FÖ | F | GM | IM | DIF | PNG |
| ----------- | -- | - | -- | -- | - | -- | -- | --- | --- |
| Australien  | 4  | 4 | 0  | 0  | 0 | 63 | 3  | 60  | 12  |
| Nya Zeeland | 4  | 3 | 0  | 0  | 1 | 28 | 12 | 16  | 9   |
| Taiwan      | 4  | 2 | 0  | 0  | 2 | 28 | 14 | 14  | 6   |
| Sydafrika   | 4  | 1 | 0  | 0  | 3 | 19 | 32 | -13 | 3   |
| Mongoliet   | 4  | 0 | 0  | 0  | 4 | 4  | 81 | -77 | 0   |

#### Resultat
| Lag         | Australien | Mongoliet | Nya Zeeland | Sydafrika | Taiwan |
| ----------- | ---------- | --------- | ----------- | --------- | ------ |
| Australien  |            | 33 – 0    | 7 – 0       | 16 – 1    | 7 – 2  |
| Mongoliet   | 0 – 33     |           | 1 – 19      | 3 – 12    | 0 – 17 |
| Nya Zeeland | 0 – 7      | 19 – 1    |             | 5 – 3     | 4 – 1  |
| Sydafrika   | 1 – 16     | 12 – 3    | 3 – 5       |           | 3 – 8  |
| Taiwan      | 2 – 7      | 17 – 0    | 1 – 4       | 8 – 3     |        |

 Australien flyttades därmed upp till Division II inför U18-VM i ishockey 2010.

### Grupp B
| Lag       | SM | V | VÖ | FÖ | F | GM | IM | DIF | PNG |
| --------- | -- | - | -- | -- | - | -- | -- | --- | --- |
| Island    | 3  | 3 | 0  | 0  | 0 | 48 | 1  | 47  | 9   |
| Turkiet   | 3  | 2 | 0  | 0  | 1 | 25 | 26 | -1  | 6   |
| Irland    | 3  | 1 | 0  | 0  | 2 | 9  | 39 | -30 | 3   |
| Bulgarien | 3  | 0 | 0  | 0  | 2 | 8  | 24 | -16 | 0   |

#### Grundomgång
| Lag       | Island | Turkiet | Bulgarien | Irland |
| --------- | ------ | ------- | --------- | ------ |
| Island    |        | 18-1    | 11-0      | 19-0   |
| Turkiet   | 1-18   |         | 8-4       | 16-4   |
| Bulgarien | 0-11   | 4-8     |           | 4-5    |
| Irland    | 0-19   | 4-16    | 5-4       |        |

#### Playoff semifinal
Fredag 13 mars 2009
| Island  | 15-2 | Bulgarien | G.S.I.M. Ice Arena |
| Turkiet | 9-3  | Irland    | G.S.I.M. Ice Arena |

#### Playoff bronsmatch
Söndag 15 mars 2009
| Irland | 6-3 | Bulgarien | G.S.I.M. Ice Arena |

#### Playoff final
Söndag 15 mars 2009
| Island | 8-2 | Turkiet | G.S.I.M. Ice Arena |

Island vann gruppen före Turkiet. Irland slutade trea och som fjärde lag slutar Bulgarien. Resultatet innebär att  Island är klart för U-18 VM i ishockey 2010 division II.